# Lycaena stigmatosa
Lycaena stigmatosa är en fjärilsart som beskrevs av Cabeau 1925. Lycaena stigmatosa ingår i släktet Lycaena och familjen juvelvingar. Inga underarter finns listade i Catalogue of Life.